# Kadir Kasirga
Kadir Kasirga (1975) é um político sueco. Ele serviu como membro do Riksdag representando o círculo eleitoral do Município de Estocolmo de 24 de setembro de 2018 a 8 de março de 2020.